# EuroVelo 1: Atlantic Coast Route
Az EuroVelo 1, vagyis az Atlantic Coast Route (magyarul: Atlanti-parti útvonal) az EuroVelo nemzetközi kerékpárúthálózatának első vonala, amely Norvégiából az Atlanti-óceán partján Portugáliába tart.

## Útvonala
|  |  |  |

|  |  |  |

|  |  |  |

|  |  |  |

|  |  |  |

|  |  |  |

|  |  |  |

|  |  |  |

|  |  |  |

|  |  |  |

|  |  |  |

|  |  |  |

|  |  |  |

|  |  |  |

|  |  |  |

|  |  |  |

|  |  |  |

|  |  |  |

|  |  |  |

|  |  |  |

|  |  |  |

|  |  |  |

|  |  |  |

|  |  |  |

|  |  |  |

|  |  |  |

|  |  |  |

|  |  |  |

|  |  |  |

|  |  |  |

|  |  |  |

|  |  |  |

|  |  |  |

|  |  |  |

|  |  |  |

|  |  |  |

|  |  |  |

|  |  |  |

|  |  |  |

|  |  |  |

|  |  |  |

|  |  |  |

|  |  |  |

|  |  |  |

|  |  |  |

|  |  |  |

|  |  |  |

|  |  |  |

|  |  |  |

|  |  |  |

|  |  |  |

|  |  |  |

|  |  |  |

|  |  |  |

|  |  |  |

|  |  |  |

|  |  |  |

|  |  |  |

|  |  |  |

|  |  |  |

|  |  |  |

|  |  |  |

|  |  |  |

|  |  |  |

|  |  |  |

|  |  |  |

|  |  |  |

|  |  |  |

|  |  |  |

|  |  |  |

|  |  |  |

|  |  |  |

|  |  |  |

|  |  |  |

|  |  |  |

|  |  |  |

|  |  |  |

|  |  |  |

|  |  |  |

|  |  |  |

|  |  |  |

|  |  |  |

|  |  |  |

|  |  |  |

|  |  |  |

|  |  |  |

 Az útvonaldiagram csak a nagyobb városokat tartalmazza. 
Az Atlantic Coast Route Norvégiából, az Északi-fok közeléből indul. Végig az Atlanti-óceán partján halad, így jut el a Brit-szigetekre, az Egyesült Királyságba és Írországba. Nyugat-Franciaországon keresztül érkezik az Ibériai-félszigetre, Spanyolországba és Portugáliába. Az út azért különleges, mert több helyen csak kompátkeléssel lehet folytatni az utat.

## Érintett országok
- Norvégia
- Egyesült Királyság
- Írország
- Franciaország
- Spanyolország
- Portugália

### Norvégia

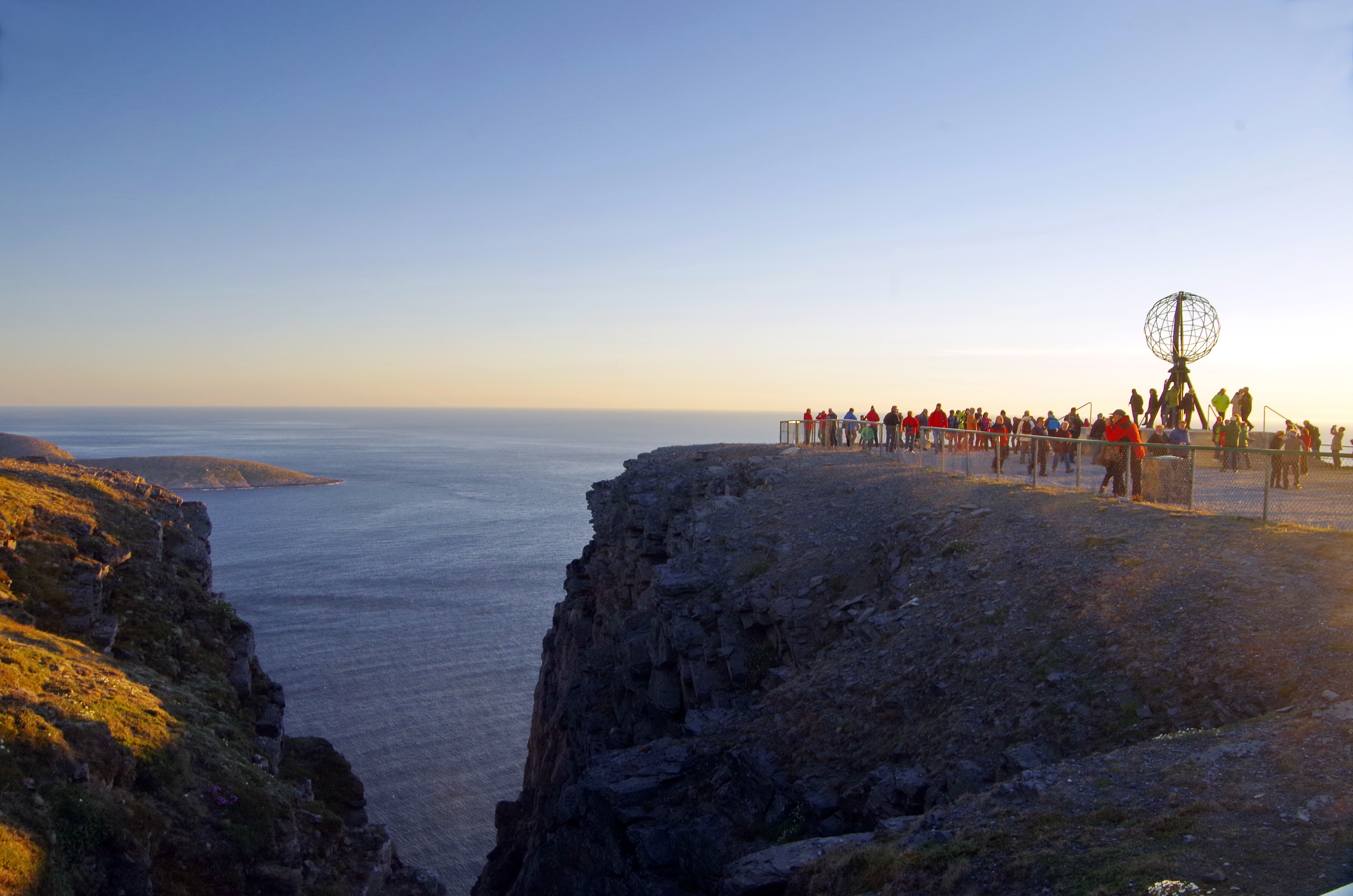
Az Északi-fok földrajzi adottságai lehetővé teszik, hogy nyáron az itt lévők részesülhessenek az éjféli napsütésben

Az Atlantic Coast Route az Északi-fok közeléből indul, ugyanonnan, mint ahonnan több testvére az EuroVelo hálózatban. Az ide látogatók megtapasztalhatják az éjféli napsütést, vagyis amikor a nap éjszaka sem megy le; ezt a földrajzi adottságok teszik lehetővé. Az útvonal norvég szakasza egyelőre kivitelezés alatt áll. Norvégiából az utat máris csak kompátkeléssel lehet folytatni a Brit-szigetekre. Az útvonal itt találkozik az EV3-mal, illetve az utat az EV12-n is folytatni lehet egy másik irányba.
- Regionális információ az EuroVelo 1 norvég szakaszáról

### Egyesült Királyság
Az útvonal Egyesült Királyság-beli szakasza azért érdekes, mert miután az EuroVelo 1 megérkezik ide, először Skócián és Észak-Írországon keresztülhaladva átmegy Írországba, de hamarosan újra visszajön Walesbe, majd továbbmegy Angliába, hogy útját egy újabb vízi átkelés után Franciaország felé folytassa. Az EV1-nek ebben az országban csak egy egész kicsi szakasza nincs kivitelezve, nagy része kész. Az út itt az EV2-essel találkozik, valamint ismét az EV12-vel.
- Regionális információ az EuroVelo 1 egyesült királysági szakaszáról

### Írország

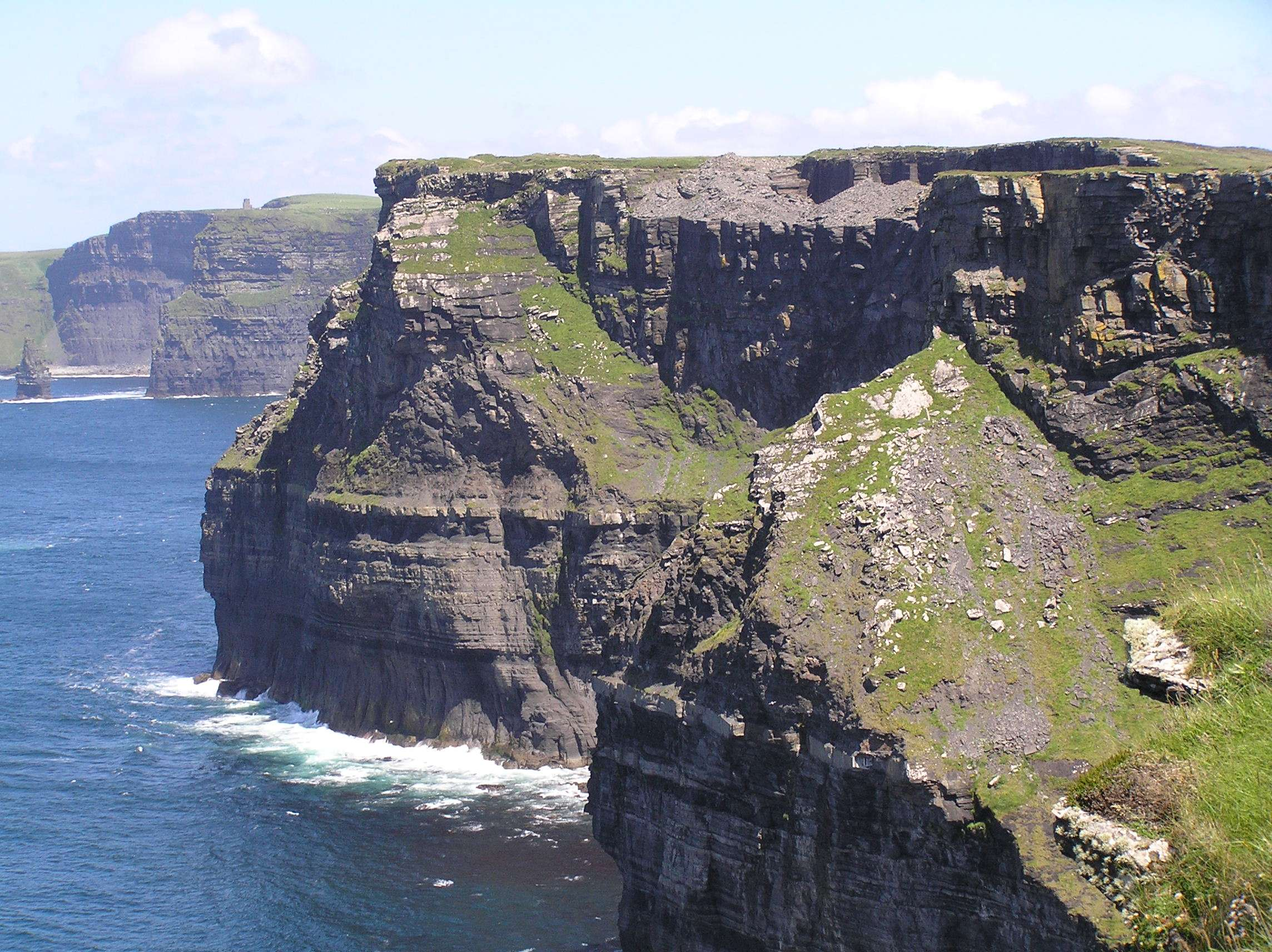
A Moher-sziklák észak felé

Írországba, és Írországból is kompátkeléssel lehet közlekedni az EV1-en. Az országban kivitelezett, nem kivitelezett és tervezett szakaszok is találhatók. Az útvonal külön érinti a Moher-sziklákat, amelyek több mint 100 méter magasból adnak panorámát az Atlanti-óceánra. A sziklák tipikus állata a lunda, amely nagy számban él itt, gyakori madár ezen a területen.
- Regionális információ az EuroVelo 1 ír szakaszáról

### Franciaország
Újabb kompátkelés után lehet eljutni Franciaországba, amely elsődlegesen azért különleges, mert itt az EuroVelo 1 teljesen kész, vagyis kitáblázott. Az út során már több vízi átkelés jelenleg nincs. A kerékpárút a nagyobb városok közül itt Nantesen halad keresztül, sőt, találkozik az EV4-gyel, illetve az EV6-tal is.
- Regionális információ az EuroVelo 1 francia szakaszáról

### Spanyolország

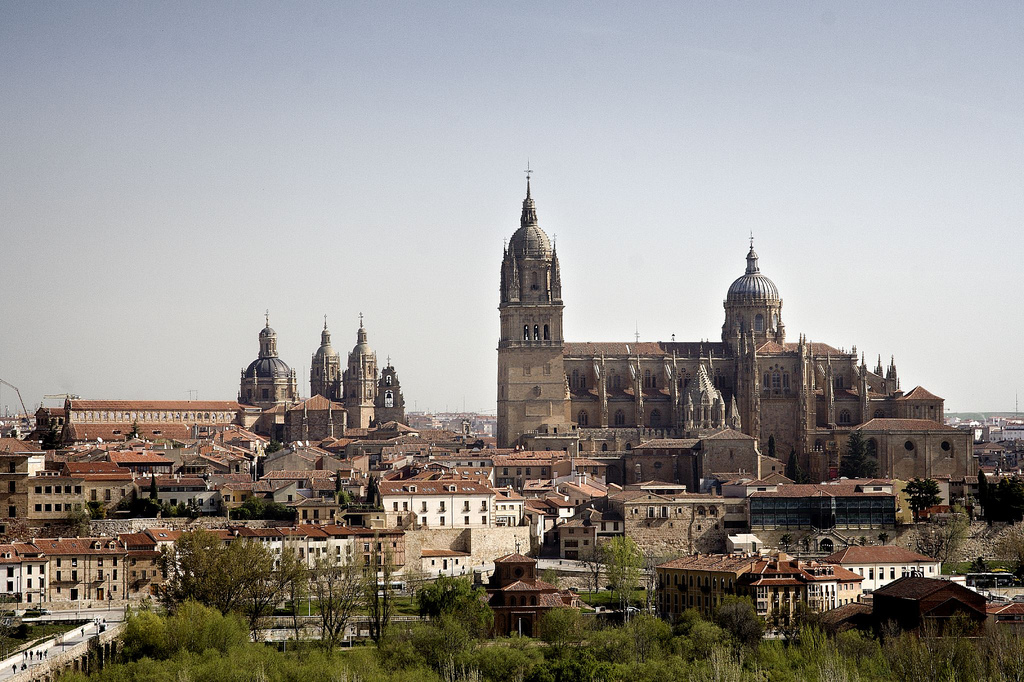
Salamanca látképe

A spanyol szakasz még kivitelezés alatt áll, de ha kész lesz, várhatóan érinteni fogja Mérida városát. A település a középkorban Lusitania fővárosa volt a Római Birodalomban. Érinteni fogja továbbá Salamanca városát is.
- Regionális információ az EuroVelo 1 spanyol szakaszáról

### Portugália
Mivel az út az Atlanti-óceán mentén igyekszik haladni, ha a kivitelezés alatt álló portugál szakasz kész lesz, érinteni fogja Dél-Portugália meleg éghajlatú tengerpartjait. Algarvén minden évben meghaladja a 300-at a napsütéses órák száma.
- Regionális információ az EuroVelo 1 portugál szakaszáról

## Lehetséges csatlakozó ország
2015 nyarán Adam Bodor, az EuroVelo igazgatója Izlandon járt, hogy felmérje a kerékpáros lehetőségeket, mert természeti adottságai miatt az ország kiváló kerékpáros cél lehetne (és tulajdonképpen legegyszerűbben az EV1-be kapcsolódhatna be). Néhány Reykjavík (főváros) közeli utat leszámítva az izlandi utak alacsony forgalmúak, a kerékpárosok számára viszont kiválóak lehetnek. A tervek szerint az izlandi szakasz Seyðisfjörðurtól indulna, hiszen ide érkezik a komp (Középkelet-Izland), és az ország déli partjai mentén jutna el a Blue Lagoonhoz (Délnyugat-Izland). A szakasz körülbelül 1000 kilométer hosszú, és több látványosságot tartalmazna:
- Az Atlanti-óceán a tengerpartjaival
- Ice Lagoon (magyarul: Jég-lagúna; gleccserek itt találkoznak az óceánnal)
- Eyjafjallajökul vulkán
- Az itteni tengeri ételek (pl. homár)

## Hasznos linkek
- Az útvonal elkészült szakaszainak térképe Archiválva 2016. március 19-i dátummal a Wayback Machine-ben
- Az útvonal térképe országos bontásban